# José de Jesús Corona
José de Jesús Corona Rodríguez, (Guadalajara, el 26 de gener de 1981) és un futbolista mexicà.
Ha estat jugador de Cruz Azul com a porter. Ha estat internacional amb Mèxic i és medallista d'or olímpic.